# Кревелешти (Бузау)
Кревелешти (рум. Crevelești) насеље је у Румунији у округу Бузау у општини Килииле. Oпштина се налази на надморској висини од 556 m.

## Становништво
Према подацима из 2002. године у насељу је живело 132 становника, од којих су сви румунске националности.